# Tân Biên (huyện)
Tân Biên là một huyện cũ thuộc tỉnh Tây Ninh, Việt Nam.

## Địa lý
Huyện Tân Biên nằm ở phía tây bắc tỉnh Tây Ninh, có vị trí địa lý: 
- Phía đông giáp huyện Tân Châu
- Phía nam giáp thành phố Tây Ninh và huyện Châu Thành
- Phía tây giáp huyện Romeas Haek, tỉnh Svay Rieng, Campuchia
- Phía bắc giáp huyện Ou Reang Ov, tỉnh Tbong Khmum, Campuchia.

Huyện Tân Biên có diện tích 861 km², dân số năm 2019 là 102.190 người, mật độ dân số đạt 119 người/km².
Huyện có đường biên giới với vương quốc Campuchia dài gần 92,5 km. Huyện có sông Suối Mây bắt nguồn từ Campuchia chảy xuống phía nam đi qua Thị trấn gọi là Suối Cần Đăng xuôi về xã Hoà Hiệp thành sông Vàm Cỏ Đông và sông Sanh Đôi chảy ở phía đông nhập vào sông Sài Gòn.
Huyện Tân Biên có nhiều điểm độc đáo trong lịch sử của tỉnh cũng như của Miền Nam. Huyện là nơi đặt trụ sở của Trung ương Đảng Cục Miền Nam. Chỉ huy công cuộc kháng chiến chống Mỹ. Ngày nay, huyện có đến hai cửa khẩu Quốc tế và nhiều cửa khẩu phụ thông thương với Vương quốc Campuchia. Dấu ấn của người Khmer ở Tân Biên rất rõ nét, sâu đậm.

## Hành chính
Huyện Tân Biên có 10 đơn vị hành chính cấp xã trực thuộc, bao gồm thị trấn Tân Biên (huyện lỵ) và 9 xã: Hòa Hiệp, Mỏ Công, Tân Bình, Tân Lập, Tân Phong, Thạnh Bắc, Thạnh Bình, Thạnh Tây, Trà Vong.

## Lịch sử
Năm Kỷ Tỵ (1749), chúa Nguyễn (Nguyễn Phúc Khoát) ở Đàng Trong cử 3 anh em là quan đại thần họ Huỳnh: Huỳnh Công Giản, Huỳnh Công Thắng và Huỳnh Công Nghệ vào trấn giữ và khai mở vùng đất tỉnh Tây Ninh ngày nay. Ba viên quan họ Huỳnh, điều quân di dân đi khai hoang lập ấp, mở mang vùng đất biên cương với Cao Miên này.
Đến đầu triều nhà Nguyễn, những năm Gia Long vùng đất huyện Tân Biên ngày nay thuộc đạo Quang Phong trấn Phiên An (sau là tỉnh Gia Định).
Đến năm Minh Mạng thứ 17 (1836) đổi đạo Quang Phong tỉnh Gia Định thành phủ Tây Ninh, vùng đất là huyện Tân Biên hiện nay nằm trong huyện Tân Ninh phủ Tây Ninh (phủ này chỉ gồm 2 huyện là huyện Tân Ninh ở phía bắc (nay khoảng các huyện thị Tây Ninh, Châu Thành, Tân Biên, Tân Châu,...) và huyện Quang Hóa ở phía nam (Quang Hóa nay khoảng các huyện Gò Dầu, Bến Cầu, Trảng Bàng...).
Sau năm 1975, huyện Tân Biên gồm 11 xã: Hòa Hiệp, Tân Bình, Tân Đông, Tân Hội, Tân Hưng, Tân Lập, Tân Phú, Thạnh Bình, Thạnh Đông, Thạnh Tây và Trà Vong.
Ngày 26 tháng 9 năm 1981, Hội đồng bộ trưởng ban hành quyết định 93-HĐBT. Theo đó: 
- Thành lập 3 xã: Tân Hiệp, Thạnh Nghĩa và Tân Thạnh
- Chia xã Trà Vong thành 3 xã: Trà Vong, Mỏ Công và Tân Phong.

Ngày 13 tháng 5 năm 1989, tách 8 xã: Tân Phú, Thạnh Đông, Thạnh Nghĩa, Tân Thạnh, Tân Hội, Tân Đông, Tân Hưng và Tân Hiệp để thành lập huyện Tân Châu.
Ngày 22 tháng 9 năm 1992, thành lập thị trấn Tân Biên (thị trấn huyện lỵ huyện Tân Biên) trên cơ sở tách ra từ xã Thạnh Tây.
Ngày 10 tháng 8 năm 2001, thành lập xã Thạnh Bắc trên cơ sở 9.164 ha diện tích tự nhiên và 2.960 nhân khẩu của xã Thạnh Bình, huyện Tân Biên có 1 thị trấn và 9 xã như hiện nay.

## Văn hóa

### Di tích
- Di tích Chiến thắng Tua Hai
- Vườn quốc gia Lò Gò - Xa Mát
- Khu di tích lịch sử căn cứ Trung ương Cục Miền Nam đã được Bộ Văn hóa - Thông tin xếp hạng, thuộc huyện Tân Biên và một phần huyện Tân Châu, với diện tích trên 70.000 m²
- Tháp Chót Mạt - ấp Xóm Tháp, xã Tân Phong.
- Khu lăng mộ Quan lớn Trà Vong ở xã Trà Vong - ấp 3, xã Trà Vong.